# Collegio elettorale di San Martino Siccomario
Il collegio elettorale di San Martino Siccomario è stato un collegio elettorale uninominale del Regno di Sardegna.
Era uno dei collegi della Provincia di Lomellina. Fu istituito con il regio editto del 1848 e comprendeva i comuni appartenenti ai mandamenti di San Martino Siccomario, Cava e Sannazzaro de' Burgondi. 
In seguito alla riforma del 20 novembre 1859, nel 1860 venne sostituito da quello di Sannazzaro de' Burgondi, col medesimo territorio  (nel 1859 il mandamento di San Martino Siccomario era stato aggregato a quello di Cava).

## Dati elettorali
Nel collegio si svolsero votazioni per sei legislature.

### I legislatura
Le votazioni si svolsero in 222 collegi uninominali a doppio turno. Come previsto dal decreto n. 680 del 17 marzo 1848, era eletto al primo turno il candidato che «riunisce in suo favore più del terzo dei voti del total numero dei membri componenti il collegio e più della metà dei suffragi dati dai votanti presenti all'adunanza» (art. 92). Se nessun candidato era eletto, al ballottaggio tra i due candidati con più voti era eletto chi otteneva il maggior numero di voti (art. 93) o, in caso di ugual numero di voti, il maggiore d'età (art. 94).
| Partito                            | Partito                            | Candidato                          | Primo turno 27 aprile 1848 | Primo turno 27 aprile 1848 | Ballottaggio 28 aprile 1848 | Ballottaggio 28 aprile 1848 |
| Partito                            | Partito                            | Candidato                          | Voti                       | %                          | Voti                        | %                           |
| ---------------------------------- | ---------------------------------- | ---------------------------------- | -------------------------- | -------------------------- | --------------------------- | --------------------------- |
|                                    | —                                  | Angelo Valvassori                  | 69                         | 59,48                      | 110                         | 57,89                       |
|                                    | —                                  | Angelo Brofferio                   | 47                         | 40,52                      | 80                          | 42,11                       |
|                                    |                                    |                                    |                            |                            |                             |                             |
| Iscritti                           | Iscritti                           | Iscritti                           | 328                        | 100,00                     | 328                         | 100,00                      |
| ↳ Votanti (% su iscritti)          | ↳ Votanti (% su iscritti)          | ↳ Votanti (% su iscritti)          | 226                        | 68,90                      | 190                         | 57,93                       |
| ↳ Voti validi (% su votanti)       | ↳ Voti validi (% su votanti)       | ↳ Voti validi (% su votanti)       | 116                        | 51,33                      | 190                         | 100,00                      |
| ↳ Schede non valide (% su votanti) | ↳ Schede non valide (% su votanti) | ↳ Schede non valide (% su votanti) | 110                        | 48,67                      | 0                           | 0,00                        |
| ↳ Astenuti (% su iscritti)         | ↳ Astenuti (% su iscritti)         | ↳ Astenuti (% su iscritti)         | 102                        | 31,10                      | 138                         | 42,07                       |

### II legislatura
Le votazioni si svolsero in 222 collegi uninominali a doppio turno con la stessa normativa precedente (al primo turno un numero di voti maggiore di un terzo degli iscritti).
| Partito                            | Partito                            | Candidato                          | Risultati 22 gennaio 1849 | Risultati 22 gennaio 1849 |
| Partito                            | Partito                            | Candidato                          | Voti                      | %                         |
| ---------------------------------- | ---------------------------------- | ---------------------------------- | ------------------------- | ------------------------- |
|                                    | —                                  | Angelo Valvassori                  | 136                       | 98,55                     |
|                                    | —                                  | Luigi Valvassori                   | 2                         | 1,45                      |
|                                    |                                    |                                    |                           |                           |
| Iscritti                           | Iscritti                           | Iscritti                           | 328                       | 100,00                    |
| ↳ Votanti (% su iscritti)          | ↳ Votanti (% su iscritti)          | ↳ Votanti (% su iscritti)          | 139                       | 42,38                     |
| ↳ Voti validi (% su votanti)       | ↳ Voti validi (% su votanti)       | ↳ Voti validi (% su votanti)       | 138                       | 99,28                     |
| ↳ Schede non valide (% su votanti) | ↳ Schede non valide (% su votanti) | ↳ Schede non valide (% su votanti) | 1                         | 0,72                      |
| ↳ Astenuti (% su iscritti)         | ↳ Astenuti (% su iscritti)         | ↳ Astenuti (% su iscritti)         | 189                       | 57,62                     |

### III legislatura
Le votazioni si svolsero in 204 collegi uninominali a doppio turno con la normativa del 1848 (al primo turno un numero di voti maggiore di un terzo degli iscritti).
| Partito                            | Partito                            | Candidato                          | Primo turno 15 luglio 1849 | Primo turno 15 luglio 1849 | Ballottaggio 22 luglio 1849 | Ballottaggio 22 luglio 1849 |
| Partito                            | Partito                            | Candidato                          | Voti                       | %                          | Voti                        | %                           |
| ---------------------------------- | ---------------------------------- | ---------------------------------- | -------------------------- | -------------------------- | --------------------------- | --------------------------- |
|                                    | —                                  | Angelo Valvassori                  | 114                        | 95,80                      | 134                         | 100,00                      |
|                                    | —                                  | Luigi Barbavara                    | 5                          | 4,20                       | 0                           | 0,00                        |
|                                    |                                    |                                    |                            |                            |                             |                             |
| Iscritti                           | Iscritti                           | Iscritti                           | 348                        | 100,00                     | 348                         | 100,00                      |
| ↳ Votanti (% su iscritti)          | ↳ Votanti (% su iscritti)          | ↳ Votanti (% su iscritti)          | 122                        | 35,06                      | 137                         | 39,37                       |
| ↳ Voti validi (% su votanti)       | ↳ Voti validi (% su votanti)       | ↳ Voti validi (% su votanti)       | 119                        | 97,54                      | 134                         | 97,81                       |
| ↳ Schede non valide (% su votanti) | ↳ Schede non valide (% su votanti) | ↳ Schede non valide (% su votanti) | 3                          | 2,46                       | 3                           | 2,19                        |
| ↳ Astenuti (% su iscritti)         | ↳ Astenuti (% su iscritti)         | ↳ Astenuti (% su iscritti)         | 226                        | 64,94                      | 211                         | 60,63                       |

### IV legislatura
Le votazioni si svolsero in 204 collegi uninominali a doppio turno con la normativa del 1848 (al primo turno un numero di voti maggiore di un terzo degli iscritti).
| Partito                            | Partito                            | Candidato                          | Risultati 9 dicembre 1849 | Risultati 9 dicembre 1849 |
| Partito                            | Partito                            | Candidato                          | Voti                      | %                         |
| ---------------------------------- | ---------------------------------- | ---------------------------------- | ------------------------- | ------------------------- |
|                                    | —                                  | Angelo Valvassori                  | 128                       | 81,01                     |
|                                    | —                                  | Pietro Paleocapa                   | 30                        | 18,99                     |
|                                    |                                    |                                    |                           |                           |
| Iscritti                           | Iscritti                           | Iscritti                           | 348                       | 100,00                    |
| ↳ Votanti (% su iscritti)          | ↳ Votanti (% su iscritti)          | ↳ Votanti (% su iscritti)          | 172                       | 49,43                     |
| ↳ Voti validi (% su votanti)       | ↳ Voti validi (% su votanti)       | ↳ Voti validi (% su votanti)       | 158                       | 91,86                     |
| ↳ Schede non valide (% su votanti) | ↳ Schede non valide (% su votanti) | ↳ Schede non valide (% su votanti) | 14                        | 8,14                      |
| ↳ Astenuti (% su iscritti)         | ↳ Astenuti (% su iscritti)         | ↳ Astenuti (% su iscritti)         | 176                       | 50,57                     |

### V legislatura
Le votazioni si svolsero in 204 collegi uninominali a doppio turno con la normativa del 1848 (al primo turno un numero di voti maggiore di un terzo degli iscritti).
| Partito                            | Partito                            | Candidato                          | Risultati 8 dicembre 1853 | Risultati 8 dicembre 1853 |
| Partito                            | Partito                            | Candidato                          | Voti                      | %                         |
| ---------------------------------- | ---------------------------------- | ---------------------------------- | ------------------------- | ------------------------- |
|                                    | —                                  | Angelo Valvassori                  | 168                       | 89,84                     |
|                                    | —                                  | Pietro Strada                      | 19                        | 10,16                     |
|                                    |                                    |                                    |                           |                           |
| Iscritti                           | Iscritti                           | Iscritti                           | 357                       | 100,00                    |
| ↳ Votanti (% su iscritti)          | ↳ Votanti (% su iscritti)          | ↳ Votanti (% su iscritti)          | 198                       | 55,46                     |
| ↳ Voti validi (% su votanti)       | ↳ Voti validi (% su votanti)       | ↳ Voti validi (% su votanti)       | 187                       | 94,44                     |
| ↳ Schede non valide (% su votanti) | ↳ Schede non valide (% su votanti) | ↳ Schede non valide (% su votanti) | 11                        | 5,56                      |
| ↳ Astenuti (% su iscritti)         | ↳ Astenuti (% su iscritti)         | ↳ Astenuti (% su iscritti)         | 159                       | 44,54                     |

}

### VI legislatura
Le votazioni si svolsero in 204 collegi uninominali a doppio turno dopo la modifica dei collegi della Sardegna nel 1856; venne applicata la normativa del 1848 (al primo turno un numero di voti maggiore di un terzo degli iscritti).
| Partito                            | Partito                            | Candidato                          | Primo turno 15 novembre 1857 | Primo turno 15 novembre 1857 | Ballottaggio 18 novembre 1857 | Ballottaggio 18 novembre 1857 |
| Partito                            | Partito                            | Candidato                          | Voti                         | %                            | Voti                          | %                             |
| ---------------------------------- | ---------------------------------- | ---------------------------------- | ---------------------------- | ---------------------------- | ----------------------------- | ----------------------------- |
|                                    | —                                  | Luigi Castellani Fantoni           | 114                          | 65,52                        | 133                           | 52,16                         |
|                                    | —                                  | Angelo Valvassori                  | 60                           | 34,48                        | 122                           | 47,84                         |
|                                    |                                    |                                    |                              |                              |                               |                               |
| Iscritti                           | Iscritti                           | Iscritti                           | 360                          | 100,00                       | 360                           | 100,00                        |
| ↳ Votanti (% su iscritti)          | ↳ Votanti (% su iscritti)          | ↳ Votanti (% su iscritti)          | 192                          | 53,33                        | 259                           | 71,94                         |
| ↳ Voti validi (% su votanti)       | ↳ Voti validi (% su votanti)       | ↳ Voti validi (% su votanti)       | 174                          | 90,62                        | 255                           | 98,46                         |
| ↳ Schede non valide (% su votanti) | ↳ Schede non valide (% su votanti) | ↳ Schede non valide (% su votanti) | 18                           | 9,38                         | 4                             | 1,54                          |
| ↳ Astenuti (% su iscritti)         | ↳ Astenuti (% su iscritti)         | ↳ Astenuti (% su iscritti)         | 168                          | 46,67                        | 101                           | 28,06                         |

Poiché l'onorevole Castellani Fantoni venne richiamato in servizio attivo come sottotenente di cavalleria nel 1859, si procedette ad un'elezione suppletiva.
| Partito                            | Partito                            | Candidato                          | Risultati 7 agosto 1859 | Risultati 7 agosto 1859 |
| Partito                            | Partito                            | Candidato                          | Voti                    | %                       |
| ---------------------------------- | ---------------------------------- | ---------------------------------- | ----------------------- | ----------------------- |
|                                    | —                                  | Angelo Valvassori                  | 127                     | 63,82                   |
|                                    | —                                  | Pietro Strada                      | 72                      | 36,18                   |
|                                    |                                    |                                    |                         |                         |
| Iscritti                           | Iscritti                           | Iscritti                           | 353                     | 100,00                  |
| ↳ Votanti (% su iscritti)          | ↳ Votanti (% su iscritti)          | ↳ Votanti (% su iscritti)          | 205                     | 58,07                   |
| ↳ Voti validi (% su votanti)       | ↳ Voti validi (% su votanti)       | ↳ Voti validi (% su votanti)       | 199                     | 97,07                   |
| ↳ Schede non valide (% su votanti) | ↳ Schede non valide (% su votanti) | ↳ Schede non valide (% su votanti) | 6                       | 2,93                    |
| ↳ Astenuti (% su iscritti)         | ↳ Astenuti (% su iscritti)         | ↳ Astenuti (% su iscritti)         | 148                     | 41,93                   |